# جانجير تشامبا
جانجيرتشامبا رمزها «JC» (بالإنجليزية: JanjgirChampa)‏ ، هو تقسيم إداري لدولة الهند تتبع ولاية تشاتيسغار (بالإنجليزية: Chhattisgarh)‏ ، مركزها هو مدينة نائلة جانجير
(بالإنجليزية: Naila  Janjgir)‏ عدد سكانها حسب تعداد سنة 2001 هو 16,20,632 ، مساحتها 3,848 كم² وكثافة السكان 342 لكل كم² .